# Trophée de la Ville de Châtellerault
Le Trophée de la Ville de Châtellerault est une course cycliste française disputée autour de Châtellerault, dans le département de la Vienne. Créée en 2005, cette compétition est réservée aux juniors (moins de 19 ans). Elle est organisée au mois de mars par l'AC Châtelleraudais, un club local.
La course se déroule sur un circuit escarpé d'environ 12 kilomètres qui est parcouru à dix reprises,. Des cyclistes français réputés comme Pierre Rolland, Anthony Perez ou Quentin Pacher sont montés sur le podium de cette épreuve, avant de briller dans les rangs professionnels. 

## Palmarès
| Année                                | Vainqueur        | Deuxième            | Troisième               |
| ------------------------------------ | ---------------- | ------------------- | ----------------------- |
| Joué-lès-Tours-Châtellerault         |                  |                     |                         |
| 2000                                 | Nicolas Pasquier | Yannick Aubernon    | Julien Chazottes        |
| 2001                                 | Stéphane Penaud  | Tom Thiblier        | Jérémie Galland         |
| 2002                                 | Florian Louis    | Vincent Graczyk     | Guillaume Hunger        |
| Trophée de la Ville de Châtellerault |                  |                     |                         |
| 2003                                 | Julien Barbier   | Pierre Rolland      | Mickaël Larpe           |
| 2004                                 | Mickaël Damiens  | Benjamin Penaud     | B. Benoît               |
| 2005                                 | Maxime Charrier  | Sébastien Boire     | Kévin Denis             |
| 2006                                 | Étienne Pieret   | Maël Maziou         | Alexis Bodiot           |
| 2007                                 | Rémi Badoc       | Jérôme Cousin       | M. Vandekerkhove        |
| 2008                                 | annulé           |                     |                         |
| 2009                                 | Anthony Perez    | Anthony Gimet       | Jérémy Merrien          |
| 2010                                 | Quentin Pacher   | Thomas Barnes       | Stéphane Lemoine        |
| 2011                                 | Lorrenzo Manzin  | Valentin Dufour     | Erwan Despeignes        |
| 2012                                 | Thibault Nuns    | Lorrenzo Manzin     | Baptiste Constantin     |
| 2013                                 | Maxime Brochet   | Antoine Raynaud     | Victor Tournerioux      |
| 2014                                 | Andréa Costa     | Théo Menant         | Enzo Boisset            |
| 2015                                 | Jasper De Plus   | Maxence Bonjean     | Antoine Allin           |
| 2016                                 | Valentin Ferron  | Mathieu Burgaudeau  | Émilien Jeannière       |
| 2017                                 | Killian Théot    | Louis Barré         | Axel Macé               |
| 2018                                 | Louis Barré      | Valentin Retailleau | Tom Mainguenaud         |
| 2019                                 | Tristan Gesnouin | François Biard      | Hugo Vandewalle         |
| 2020                                 | Yugi Tsuda       | Antonin Souchon     | Grégory Pouvreault      |
| 2021                                 | annulé           |                     |                         |
| 2022                                 | Rayan Boulahoite | Federico Savino     | Andrea Raccagni Noviero |
| 2023                                 | Paul Picard      | Dario Giuliano      | Dylan Massa             |
| 2024                                 | Karl Sagnier     | Arthur Alexandre    | Lucas Menanteau         |
| 2025                                 | Alban Picard     | Alan Tortigue       | Arthur Alexandre        |